# Alirhabditis indica
Alirhabditis indica är en rundmaskart som beskrevs av Suryawanshi 1971. Alirhabditis indica ingår i släktet Alirhabditis och familjen Alirhabditidae. Inga underarter finns listade i Catalogue of Life.